# Microrégion de Franca
La microrégion de Franca est l'une des sept microrégions qui subdivisent la mésorégion de Ribeirão Preto de l'État de São Paulo au Brésil.
Elle comporte 10 municipalités qui regroupaient 396 217 habitants en 2006 pour une superficie totale de 3 440 km².

## Municipalités[1]
- Cristais Paulista
- Franca
- Itirapuã
- Jeriquara
- Patrocínio Paulista
- Pedregulho
- Restinga
- Ribeirão Corrente
- Rifaina
- São José da Bela Vista